# 皮查卡尼區
皮查卡尼區（西班牙語：Distrito de Pichacani），是秘魯的一個區，位於該國東南部普諾大區的普諾省，面積1,633.48平方公里，海拔高度3,975米，2005年人口6,134，人口密度每平方公里3.8人。